# Мурад II
Мурад II (на османски турски: مراد ثاني‎ – Murâd-ı sânî, на турски: İkinci Murat; 16 юни 1404 – 3 февруари 1451) е шестият султан на Османската империя. Той управлява от 26 май 1421 до 3 февруари 1451 г. с прекъсване през 1444 – 1446 г. Управлението му се отличава с войните с християните на Балканския полуостров и с тюркските емирства в Анадола – конфликт, продължил 25 години.
Според свидетелства на съвременниците, Мурад бил енергичен и благочестив. Дори византийските писатели са писали за неговата справедливост и хуманност. Смел и в същото време човеколюбив, той покровителства изкуствата и построява много джамии, дворци, мостове, приюти и училища. 

## Ранни години
Мурад II е роден през юни 1404 година в Амасия, център на владенията на баща му Мехмед Челеби. По това време османските владения са разделени между синовете на Баязид I, но след продължителна гражданска война през 1413 година Мехмед отстранява братята си и се утвърждава като единствен владетел. Майка на Мурад е Емине хатун, дъщеря на емира на Дулкадир Насиреддин Мехмед.
Мурад изглежда прекарва голяма част от детството си в Амасия, в ядрото на владенията на баща си, отдалечено от обичайните райони на военни действия по време на гражданската война. През 1416 година, едва дванадесетгодишен, той е част от армията на военачалника Баязид паша, която потушава с големи насилия въстанието на Бьорклюдже Мустафа, последовател на шейх Бедреддин Симави, в Айдън и Сарухан.
Султан Мехмед I умира на 26 май 1421 година, но неговите приближени държат смъртта му в тайна, докато пренесат тялото му в Бурса, където обявяват Мурад за наследник на трона. Двама от братята му, Юсуф и Махмуд, са ослепени и затворени в Бурса. Това не предотвратява споровете за престола, тъй като византийският император Мануил II Палеолог освобождава държаните дотогава в плен Мустафа Челеби, последният жив син на Баязид I, и Джунейд, бивш емир на Айдън.
Мустафа Челеби се признава за васал на императора и му обещава значителни териториални отстъпки, включително Галиполи. На 15 август 1421 година той дебаркира в Галиполи и, след като разгромява лоялната към Мурад армия на Баязид паша, влиза триумфално в Одрин. След като установява контрол над Румелия, Мустафа се отказва от ангажиментите си към императора и през зимата се насочва с войските си към Бурса. Двете армии се срещат край река Нилюфер, но до решително сражение не се стига, тъй като голяма част от армията на Мустафа Челеби начело с Михалоглу Мехмед преминава доброволно на страната на султана. С помощта на генуезкия управител на Нова Фокея Мурад преследва Мустафа в Румелия, където той е заловен и екзекутиран в Одрин – чрез обесване, тъй като е обявен за самозванец.
След разгрома на Мустафа Челеби Мурад се насочва срещу неговите византийски съюзници. На 10 юни 1422 година лично той, заедно с Михалоглу Мехмед, обсажда Константинопол, а по същото време Евреносоглу Барак започва осемгодишната обсада на Солун. През септември Мурад е принуден да вдигне обсадата на Константинопол, тъй като малкият му брат Мустафа, поддържан от византийците и няколко турски емирства, обсажда Бурса. При приближаването на Мурадовите войски към Бурса Мустафа бяга и се укрива в Константинопол, но след това се връща и се установява в Изник. В края на януари 1423 година Мурад успява да го залови и той е удушен. Възползвайки се от безредиците, владетелите на Синоп и Влашко нападат османските земи, но след смъртта на Мустафа са принудени отново да се признаят за васали на султана.

## Война с Венеция и съперничество с Унгария (1423 – 1430)
Тъй като византийците не разполагат с достатъчно ресурси да защитават обсадения Солун, на 14 септември 1423 година те го предават на Венеция. Малко по-късно император Йоан VIII Палеолог заминава на десетмесечна обиколка в Италия и Унгария, опитвайки се без успех да организира антиосмански съюз. Междувременно в началото на 1424 година правителството в Константинопол сключва мир с Мурад, задължавайки се да му плаща данък. Този договор не прекъсва обсадата на Солун, който вече е в ръцете на венецианците, опитващи се безуспешно да сключат мир с Мурад.
През 1424 година Мурад изпраща войски срещу Джунейд, който през 1422 година си връща властта в Айдън, и го обсажда в крайбрежната крепост Ипсили. Джунейд, при когото се намира и син на Мустафа Челеби, се опитва без успех да се споразумее с венецианците да го прехвърлят в Солун, откъдето да се опита да завземе Галиполи. Джунейд обаче получава помощ от Караман и обсадата се проточва, тъй като османците не разполагат с флот в Егейско море – корабите им са блокирани от венецианците в Дарданелите. В началото на 1425 година с генуезка помощ османците все пак превземат Ипсили, Джунейд и семейството му са избити, а Айдън е окончателно присъединен към империята. По същото време Мурад анексира и бейлиците Ментеше и Гермиян, вероятно след смъртта на последните им самостоятелни емири, които са негови васали. По този начин цялата западна част на Анадола попада под пряко османско управление.
През 1425 година венецианците постигат споразумение за общи действия срещу османците с Унгария. За да предотврати разрастването на съюз, през есента Мурад изпраща войски във Влашко, а през следващата година лично оглавява поход до Крушевац, принуждавайки Стефан Лазаревич отново да замени унгарския сюзеренитет с османски. През лятото на 1427 година Стефан Лазаревич умира и е наследен от Георги Бранкович, което подновява османско-унгарското съперничество за влияние в Сърбия, като унгарците установяват пряк контрол над Белград, а османците – над Голубац.
През 1427 година османският управител на Амасия Йоргюч прекратява размириците на тюркмените в североизточен Анадол и анексира областта Джаник.
През пролетта на 1428 година османците успяват да преодолеят блокадата на Дарданелите и извеждат свой флот в Егейско море. През същата година техни подразделения нападат Пелопонес и обсаждат контролирания от венецианците Драч, Шкодра и Улцин също са застрашени. След няколко отлагания, в началото на 1430 година Мурад започва решителното настъпление срещу Солун, блокиран по суша в продължение на осем години. На 29 март крепостта е щурмувана и османците превземат града, което е последвано от кланета и заробване на много негови жители.
След превземането на Солун от Мурад той най-после приема многократните предложения за мир на венецианците. Договорът е сключен на 7 септември 1430 година и признава османската власт в Солун, като венецианците трябва да плащат 260 хиляди дуката годишно за своите владения в Албания.

## Войни с албанците и Караман (1430 – 1437)
Непосредствено след падането на Солун, османска армия, водена от румелийския бейлербей Синан паша, се насочва към Епир и през есента отнема Янинско от деспота Карло II Токо, който остава да управлява в Арта като османски васал. По същото време други османски части нападат Гьон Кастриоти в Албания и завземат голяма част от земите му, както и някои владения на Арианити. През следващите години в района се разрастват въстанията, потушени през 1433 година с намесата на войски, водени от Синан паша. При потушаването на бунта Гьон Кастриоти се признава за османски васал и изпраща в двора на Мурад своя син Георги, станал известен по-късно като Скендербег.
През следващите години Мурад не води големи военни кампании, макар че пограничните набези на Балканите продължават. През 1435 година той изпраща войски в Сърбия, които потвърждават васалитета на Георги Бранкович, а самият Мурад се жени за неговата дъщеря Мария Бранкович.
През 1437 година Мурад се намесва в полза на дядо си, емира на Дулкадир Насиреддин, в конфликта му с емира на Караман, който от своя страна е подкрепян от египетския султан Барсбай. Барсбай изглежда не успява да се намеси ефективно в спора и Мурад завзема караманските територии на север от Тавър. След проведени преговори е сключен мир, като караманците отстъпват на Мурад Бейшехир и Акшехир.

## Война с Унгария и Варненски поход (1437 – 1444)
Смъртта на унгарския крал Сигизмунд Люксембургски в края на 1437 година поставя началото на открития сблъсък между Османската империя и Унгария. В началото на следващата година Мурад повежда голяма армия, в която се включва активно и влашкият войвода Влад II Дракул, и без да срещне сериозна съпротива разграбва Трансилвания. След това по неизяснена причина се обръща срещу християнските си васали, затваря Влад Дракул в Галиполи и напада владенията на Георги Бранкович. През 1438 година завзема Зворник и Сребреница, а столицата на Бранкович Смедерево пада на 29 август след тримесечна обсада, което принуждава княза да бяга в Унгария.
С отстраняването на Георги Бранкович основна пречка за османското настъпление в Унгария става граничната крепост Белград. През април 1440 година Мурад обсажда града, но не постига успех и през есента обсадата е вдигната. Въпреки това румелийският бейлербей Шехабеддин паша изгражда крепост близо до Белград, вероятно на хълма Авала, а през юли 1441 година установява контрол над Ново бърдо с важните му сребърни рудници. По време на тези военни действия османски части извършват непрекъснати набези на унгарска територия.
През 1440 година умира унгарският крал Албрехт Хабсбург и османците се опитват да използват започналия династичен спор между неговата вдовица и подкрепяния от аристокрацията полски крал Владислав III. На два пъти през 1441 и 1442 година османски части навлизат в Трансилвания, но са отблъснати от Янош Хуняди. Междувременно през лятото на 1442 година Мурад обсажда без успех Константинопол, подкрепяйки Димитрий Палеолог срещу брат му, император Йоан VIII Палеолог.
Още през 1439 година е сключена Флорентинската уния, поставила Византийската църква под върховенството на Папата. Тя дава тласък за изграждане на антиосмански съюз, към който освен папата и Византия се присъединяват Венецианската република, Бургундия и Унгария. Успехите на Янош Хуняди окуражават съюзниците и през 1443 – 1444 година папата, Венеция и Бургундия изграждат голям флот, който трябва да действа срещу османците в Егейско море и Проливите.
През лятото на 1443 година, подтикван от императора, емирът на Караман напада османските владения в Анадола, достигайки до Гермиян, но след като Мурад се прехвърля в Мала Азия с войските си, е сключен мир. След завръщането си в Одрин Мурад научава за започналия през октомври голям унгарски поход в Поморавието, воден от Владислав III, Янош Хуняди и Георги Бранкович.
Нападението сварва османците неподготвени, тъй като през този сезон основната част от спахиите вече са разпуснати. Унгарците напредват успешно на юг, но Мурад започва мобилизация и събира в Тракия значителни войски от Румелия и Анадола. Междувременно румелийският бейлербей Касъм паша отстъпва, опожарявайки околните области, за да затрудни снабдяването на противника. София, центърът на бейлербейството, също е евакуирана и изгорена, а основните османски сили блокират подстъпите към Тракия, като самият бейлербей заема пътя към Златица.
Решителната битка на този поход се състои в проходите между София и Златица, като двете армии се командват от султан Мурад и Янош Хуняди. В нея османците изглежда надделяват и в един момент животът на самия Хуняди е заплашен, но унгарците успяват да отстъпят организирано, продължавайки да оказват съпротива и разбивайки османския авангард при Драгоман. След това, вече в края на декември, двете армии се разделят и се изтеглят към Одрин и Белград. Връщането на османците в София е последвано от големи кланета на християнско население, което е съдействало на унгарците.
Въпреки неуспеха на похода на Хуняди, съюзниците го възприемат като победа и са окуражени за нови действия срещу османците. Действията на унгарците съвпадат и с бунта на Скендербег, който в края на 1443 година отхвърля османската власт и се обявява за независим в управляваната от него крепост Круя, и на пелопонеския деспот Константин Палеолог, който изтласква османците от Централна Гърция и Пинд.
Въпреки натиска на папата и Венеция за продължаване на войната, унгарците са по-въздържани и през лятото на 1444 година сключват десетгодишно примирие с Мурад II, като Георги Бранкович си връща Смедерево. Въпреки това само няколко дни по-късно Владислав е убеден от папския легат Юлиано Чезарини да наруши мира и да започне нов поход срещу османците. Причина за това става и благоприятната военно-политическа обстановка – по това време обединеният папско-венецианско-бургундски флот достига Дарданелите, а емирът на Караман напада османците в Анадола.
Мурад бързо се справя с Караман, като отстъпва Бейшехир и Акшехир, но принуждава емира да се признае за негов васал. Малко по-късно, в края на август или началото на септември, по ненапълно изяснени причини Мурад II абдикира в полза на сина си Мехмед. Според съвременници причина за това става неговата скръб за сина му Алаеддин, убит по време на войната с Караман през предходната година.

## Абдикация и второ управление (1444 – 1451)
Абдикацията на Мурад и формалното поемане на властта от дванадесетгодишния му син Мехмед е прието от противниците на османците като вътрешно отслабване на държавата. Почти незабавно император Йоан VIII изпраща в Добруджа претендент за трона, обявяващ се за член на династията, но бунтът е потушен с лекота от Шехабеддин паша.
В началото на октомври в Одрин става известно за началото на нов унгарски поход на юг от Дунав. Той е оглавен от Владислав III, Янош Хуняди и папския легат Джулиано Чезарини. Те пресичат реката в района на Оршова и започват да се придвижват надолу по реката, опустошавайки съседните области, и не срещат особена съпротива, с изключение на Никопол и Търново, които се опитват да превземат, но са отблъснати със значителни загуби. Оттам унгарците се насочват към Варна и успешно превземат крепостите Шумен и Провадия.
Новините за унгарския поход предизвикват паника в Одрин и Мехмед взема мерки за укрепването на града. В същото време Мурад е извикан от Маниса, където се е оттеглил, и се връща, за да оглави армията. Тъй като съюзническият флот е блокирал Проливите, Мурад и анадолската армия се прехвърлят на европейския бряг на 15 октомври през Босфора с помощта на генуезки кораби и засилен артилерийски обстрел от двата бряга. След като достига Одрин, Мурад оставя Мехмед начело на защитата на града, а самият той с основната армия се насочва към Несебър и оттам на север по черноморския бряг, за да пресрещне унгарската армия. В решителното сражение при Варна на 10 ноември османците успяват да надделеят, като в боя загива крал Владислав III, а унгарците са принудени да се оттеглят на запад. След победата Мурад отново предава властта на сина си и се връща в Маниса.
Османската победа при Варна не слага край на нападенията на съюзниците. В края на лятото на 1445 година бургундски флот навлиза в Дунав и с влашка помощ завзема Тутракан, Гюргево и Русе, след което се среща с войските на Янош Хуняди при Никопол, но придвижването към града на османски подкрепления принуждава съюзниците да се оттеглят. Успехи срещу османците имат и Константин Палеолог в Гърция и Скендербег в Албания, а столицата Одрин е опустошена от пожар. В началото на 1446 година Венеция сключва мир, но през април 1446 година в Одрин започва голям бунт на еничарите, вероятно предизвикан от финансовите затруднения на правителството. В тази обстановка великият везир Халил Чандарлъ убеждава Мехмед да се откаже от престола, а Мурад да се върне начело на управлението.
Веднага след като се връща на трона, Мурад организира поход срещу Константин Палеолог, в който се включва и атинският херцог Нерио Ачаиуоли. През декември той преодолява Хаксамилиона и навлиза в Пелопонес, където завзема Сикион и Килини, след което в началото 1447 година се изтегля, отвеждайки много роби. Константин остава да управлява старите си територии като османски васал, а османците анексират Тива, която до войната е владение на Атинското херцогство.
Междувременно в Албания Скендербег разширява владенията си чрез брачен съюз с рода Арианити и се превръща в заплаха за венецианските владения. Подтикван от венецианците, през 1448 година Мурад започва поход срещу него и превзема крепостта Светиград, но прекратява кампанията, заради новата заплаха от Унгария и Влашко.
През август 1448 година Мурад се установява в София и започва мобилизация на значителни сили. Малко по-късно власите преминават Дунав и разграбват Северна България, но са отблъснати. През октомври Янош Хуняди с основната унгарска армия се придвижва на юг към Косово, вероятно за да обедини войските си с тези на Скендербег, а Мурад минава през Ниш и стига до Куршумлия, където научава за разположението на вражеските войски. В последвалата Втора Косовска битка Хуняди претърпява поражение, което за дълго слага край на унгарските нападения срещу османците. През следващата година османски части провеждат наказателен поход във Влашко и си връщат Гюргево.
През 1449 година, след смъртта на Карло Токо, османците анексират Арта. През следващата година изненадващо нападение на османски флот срещу Лесбос слага край на дългогодишния съюз между османци и генуезци. По същото време самият Мурад е в Албания, където обсажда без успех Скендербег в Круя, завземайки останалите му владения. В края на октомври обсадата е вдигната и Мурад се връща в Одрин.
Малко по-късно, на 3 февруари 1451 година, Мурад II умира в Одрин на 46 години.

## Жени и наложници
- Йени хатун, дъщеря на бей от Малоазийските бейлици;
- Хатидже Халиме Хатун, дъщеря на бей от Малоазийските бейлици;
- Хюма хатун, наложница с вероятно славянски произход, майка на Мехмед II;
- Мара Бранкович, дъщеря на деспот Георги Бранкович.